# Adriana Berselli
Adriana Berselli, née le 13 août 1928 à Ferrare (Émilie-Romagne) et morte le 23 décembre 2018 à Rome (Latium), est une costumière Italienne.

## Biographie
Formée entre autres au Centro sperimentale di cinematografia, où elle a notamment comme maître le costumier Veniero Colasanti, Adriana Berselli en ressort diplômée en 1951.
Ses trois premiers films sortent en 1953, dont La Maison du silence, coproduction franco-italienne de Georg Wilhelm Pabst. Parmi ses films notables suivants, citons L'avventura de Michelangelo Antonioni (1960), Teresa la voleuse de Carlo Di Palma (1973) et Le Renard de Brooklyn d'Antonio Margheriti (1978). Le dernier de ses films italiens (auxquels s'ajoutent d'autres coproductions et quelques films étrangers) est Indio 2 - La rivolta d'Antonio Margheriti (1991).
Pour la télévision italienne, outre le téléfilm Père et prêtre de Sergio Martino (1996), elle contribue à sept séries à partir de 1979, dont la mini-série Le Désert de feu d'Enzo G. Castellari, diffusée en 1997, après quoi elle se retire.
Durant sa carrière, elle est également costumière de théâtre.
Adriana Berselli meurt en 2018, à 90 ans.

## Filmographie partielle

### Cinéma

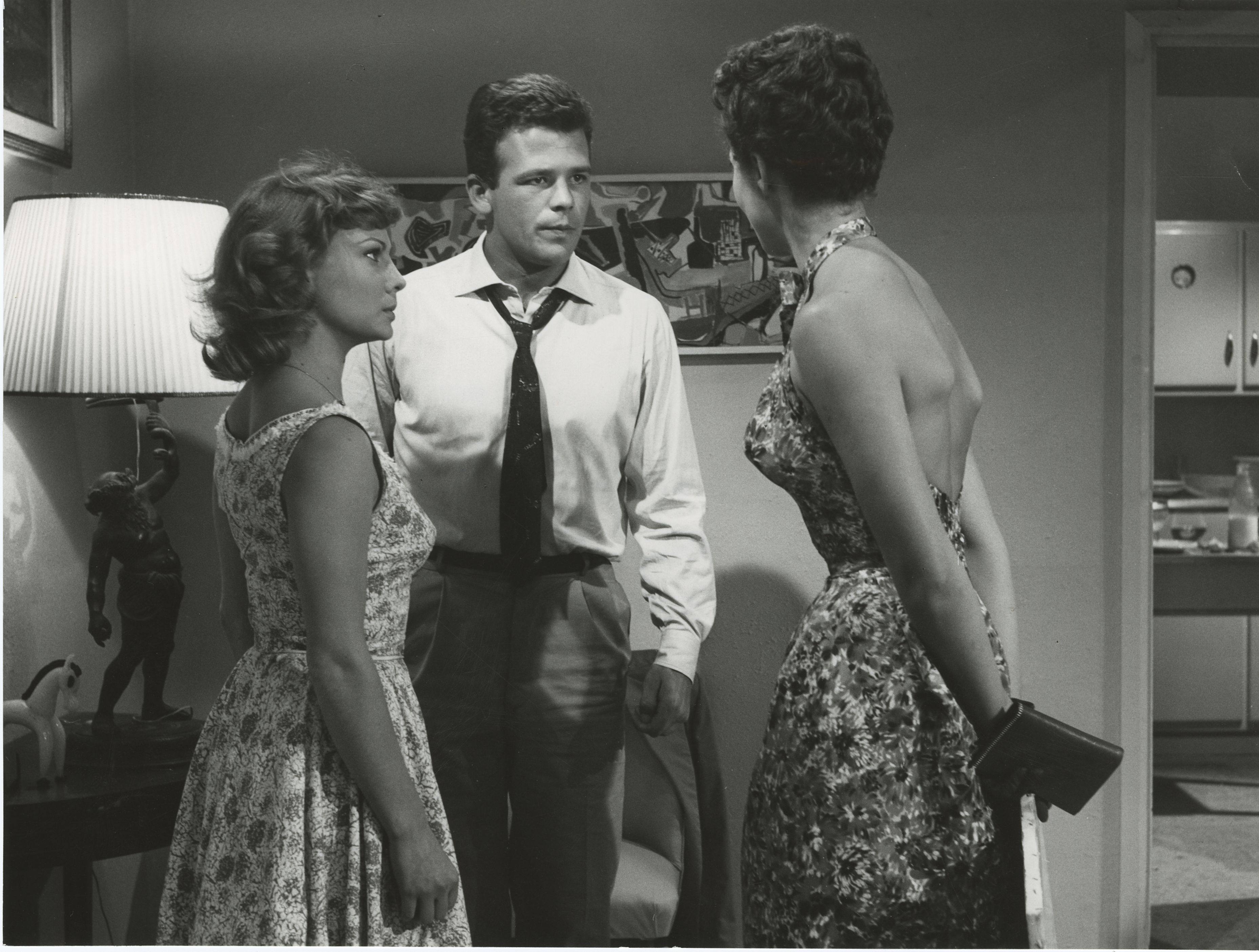
Maris en liberté (1957), avec Hélène Rémy, Renato Salvatori et Giorgia Moll (de g. à d.)

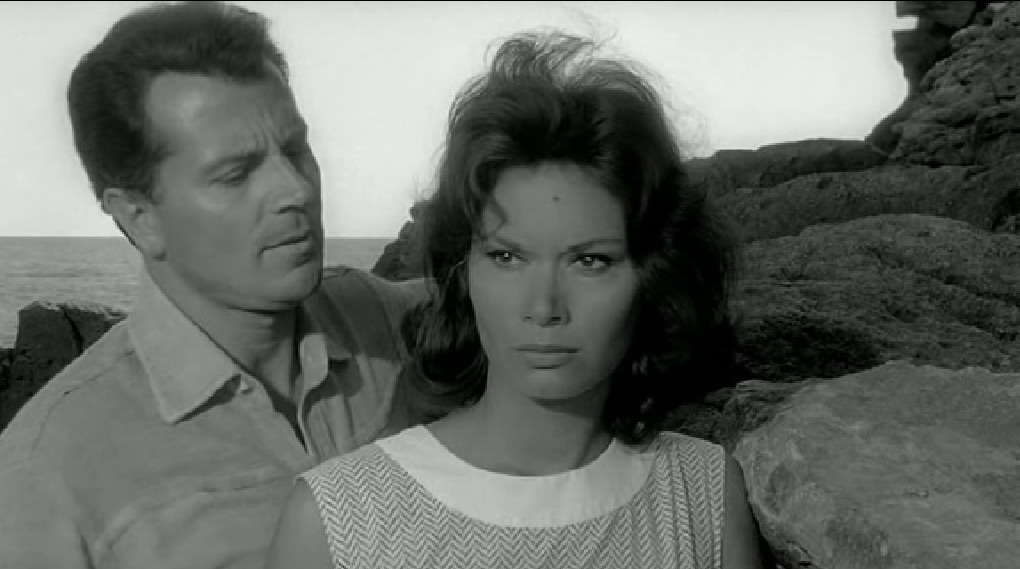
L'avventura (1960), avec Gabriele Ferzetti et Lea Massari

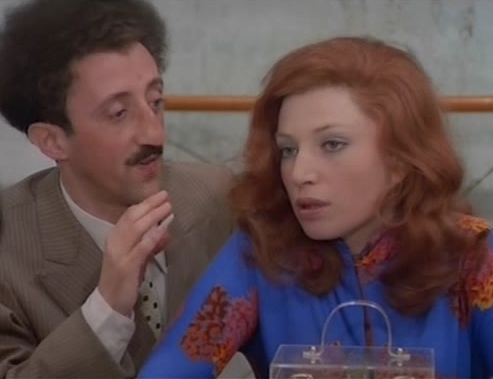
Teresa la voleuse (1973), avec Carlo Delle Piane et Monica Vitti

- 1953 : Fermi tutti... arrivo io! de Sergio Grieco
- 1953 : La Maison du silence de Georg Wilhelm Pabst
- 1954 : Quelques pas dans la vie (Tempi nostri), film à sketches d'Alessandro Blasetti et Paul Paviot
- 1956 : Amours de vacances (Tempo di villeggiatura) d'Antonio Racioppi
- 1957 : Tu es mon fils (La finestra sul Luna Park) de Luigi Comencini
- 1957 : L'Aventurière de Gibraltar (La donna che venne del mare) de Francesco De Robertis
- 1957 : Les Vampires (I vampiri) de Riccardo Freda et Mario Bava
- 1957 : Maris en liberté (Mariti in città) de Luigi Comencini
- 1958 : Jambes d'or (Gambe d'oro) de Turi Vasile
- 1958 : Le Chevalier blanc (Sigfrido) de Giacomo Gentilomo
- 1958 : Épouses dangereuses (Mogli pericolose) de Luigi Comencini
- 1959 : Adieu, ma chérie (Ciao, ciao, bambina! - Piove) de Sergio Grieco
- 1959 : Totò à Madrid (Totò, Eva e il pennello proibito) de Steno
- 1959 : Pauvres Millionnaires (Poveri millionari) de Dino Risi
- 1959 : Premier Amour (Primo amore) de Mario Camerini
- 1960 : L'avventura de Michelangelo Antonioni
- 1960 : Le Conquérant de l'Orient (Il conquistatore d'Oriente) de Tanio Boccia
- 1961 : En pleine bagarre (Mani in alto) de Giorgio Bianchi
- 1961 : Défense d'y toucher (La ragazza di mille mesi) de Steno
- 1961 : La Vengeance du masque de fer (La vendetta dellla maschera di ferro) de Francesco De Feo
- 1962 : Le Tyran de Syracuse (Il tiranno di Siracusa) d'Alberto Cardone et Curtis Bernhardt
- 1965 : La Bataille de la villa Fiorita (The Battle of the Villa Fiorita) de Delmer Daves
- 1965 : Su e giù, film à sketches de Mino Guerrini
- 1965 : Falstaff d'Orson Welles
- 1966 : New York appelle Superdragon (New York chiama Superdrago) de Giorgio Ferroni
- 1967 : Torero malgré lui (The Bobo) de Robert Parrish
- 1967 : La Belle et le Serpent (Three Bites of the Apple) d'Alvin Ganzer
- 1968 : Une veuve dans le vent (Meglio vedova) de Duccio Tessari
- 1972 : La Fille à la peau de lune (La ragazza dalla pelle di luna) de Luigi Scattini
- 1972 : Quoi ? (Che?) de Roman Polanski
- 1973 : Teresa la voleuse (Teresa la ladra) de Carlo Di Palma
- 1973 : Storia de fratelli e de cortelli de Mario Amendola
- 1974 : Amore mio non farmi male de Vittorio Sindoni
- 1975 : Son tornate a fiorire le rose de Vittorio Sindoni
- 1975 : Une blonde, une brune et une moto (Qui comineia l'avventura) de Carlo Di Palma
- 1976 : Le Pont de Cassandra (The Cassandra Crossing) de George Pan Cosmatos
- 1976 : Perdutamente tuo... mi firmo Macaluso Carmelo fu Giuseppe de Vittorio Sindoni
- 1978 : Le Renard de Brooklyn (Controrepina) d'Antonio Margheriti
- 1979 : L'Invasion des piranhas (Killer Fish - L'agguato sul fondo) d'Antonio Margheriti
- 1988 : Caro Gorbaciov de Carlo Lizzani
- 1989 : Indio d'Antonio Margheriti
- 1991 : Indio 2 - La rivolta d'Antonio Margheriti

### Télévision
- 1996 : Le Retour de Sandokan (Il ritorno di Sandokan), mini-série d'Enzo G. Castellari
- 1996 : Père et prêtre (Padre papà), téléfilm de Sergio Martino
- 1997 : Le Désert de feu (Deserto di fuoco), mini-série d'Enzo G. Castellari

## Note et référence
1. ↑  Notice nécrologique dans La Repubblica du 27 décembre 2018.